# Trinectes fimbriatus
Espèce
Statut de conservation UICN

 LC  : Préoccupation mineure
La sole ronde (Trinectes fimbriatus) est une espèce de poissons pleuronectiformes appartenant à la famille des Achiridae.

## Distribution
Ce poisson se trouve dans l'Océan Pacifique Central Est du Salvador au Pérou.